# Siège de Tyr (1187)
Période intermédiaire post-Deuxième croisade
Batailles
- Montgisard
- Marj Ayoun
- Kerak
- Cresson
- Hattin
- Jérusalem
- Tyr

- Iconium
- Saint-Jean-d'Acre
- Arsouf
- Jaffa

Le siège de Tyr est une opération militaire menée du 12 novembre 1187 au 1er janvier 1188. Après avoir pris Jérusalem aux croisés, Saladin lança un assaut amphibie contre la ville, défendue par Conrad de Montferrat. Après deux mois de combats acharnés, Saladin leva le siège et se replia sur Acre.

## Contexte
Après la désastreuse bataille de Hattin, les croisés avaient perdu la majeure partie de la Terre sainte au profit de Saladin, y compris Jérusalem. Ce qu'il reste de l'armée croisée reflue alors vers la ville de Tyr, l'une des dernières grandes villes de la côte encore aux mains des Chrétiens. Renaud Granier, qui est chargé de la défense de la ville, entame des négociations avec Saladin en vue d'une reddition, mais celles-ci sont interrompues par l'arrivée de Conrad de Montferrat et de ses soldats. Renaud quitte alors la ville pour aller renforcer son château de Belfort. Conrad prend alors le commandement de l'armée et commence immédiatement par réparer les défenses de la ville, puis il fait creuser une profonde tranchée au travers de la môle (ouvrage construit à l'entrée d'un port destiné à le protéger des vagues trop fortes) qui relie la ville à la rive, afin d'empêcher l'ennemi de s'approcher de la ville. Arrivée devant Tyr, le 12 novembre, l’armée de Saladin commence à y mettre le siège. Le reste arrive 13 jours plus tard.

## Siège
Les combats sont rudes. Saladin a apporté avec lui dix-sept engins de siège qui pilonnent constamment les murs de la ville, tandis que les navires des croisés, remplis avec des archers, des arbalétriers et des lance-pierres, harcèlent l'armée musulmane.
Toutes les attaques de Saladin échouent, et le siège traîne en longueur, ponctué de sorties de la part des défenseurs, menés par un chevalier espagnol nommé Sancho Martin, mieux connu sous le nom de « chevalier vert » en raison de la couleur de ses armoiries. Sa bravoure et son habileté forcent l'admiration chez les Chrétiens mais aussi chez les Musulmans, en particulier de Saladin. Saladin aurait proposé à Sancho de se convertir à l'islam et de combattre dans son armée en échange de nombreuses richesses. Néanmoins, celui-ci refuse et continue de mener les attaques chrétiennes contre l'armée musulmane.
Après deux mois de siège, il devient évident pour Saladin qu'il ne pourra prendre la ville que par la mer. Il rassemble donc une flotte de 10 galères commandées par un marin nord-africain nommé Abd al-Salam al-Maghribi. La flotte musulmane obtient un premier succès en forçant les galères chrétiennes à se replier dans le port, mais dans la nuit du 29 au 30 décembre, une flotte chrétienne de 17 galères attaquent 5 galères musulmanes, les prennent d'assaut et les capturent. Pour les chroniqueurs musulmans, cette défaite est due à l'incompétence d'Al-Faris Bedran. Le reste des galères musulmanes commencent alors à se replier, compte tenu de leur faible nombre. Après la défaite de leur marine, les forces de Saladin lancent une dernière tentative pour prendre la ville par la terre, mais ils sont une nouvelle fois vaincus, et subissent de lourdes pertes.
Après ces événements, Saladin convoque ses émirs, afin de prendre une décision : Faut-il persévérer ou lever le siège ? Les avis sont partagés. En voyant l'état de ses troupes, Saladin décide finalement de se replier vers la ville d'Acre. Le siège est levé le 1er janvier 1188.

## Conséquences
Après cette victoire, Conrad acquiert un énorme prestige auprès des Croisés. Pour Saladin au contraire, cet échec constitue un point tournant de sa carrière, démontrant l'incapacité de son armée à soutenir de longs sièges. Pour les croisés, c'est une victoire importante. Tyr devient le point de ralliement, à partir duquel ils pourront lancer une campagne de reconquête au cours de la troisième Croisade. Si Tyr était finalement tombé, il est probable que la troisième Croisade aurait connu un bien moindre succès. 

## Ouvrages cités
- (en) Helen Nicholson et David Nicolle, God's Warriors : Knights Templar, Saracens and the Battle for Jerusalem, 2005 (ISBN 978-1-846-03143-4)
- (en) George P. R. James, A history of the life of Richard Cœur-de-Lion, King of England, vol. 2, 1854
- (en) Jaroslav Folda, Crusader art in the Holy Land : from the Third Crusade to the fall of Acre 1187–1291, 2005
- (en) Stanley Lane-Poole, Saladin and the Fall of the Kingdom of Jerusalem, 1985 (ISBN 978-1-850-77068-8)